# Sammeltaxi

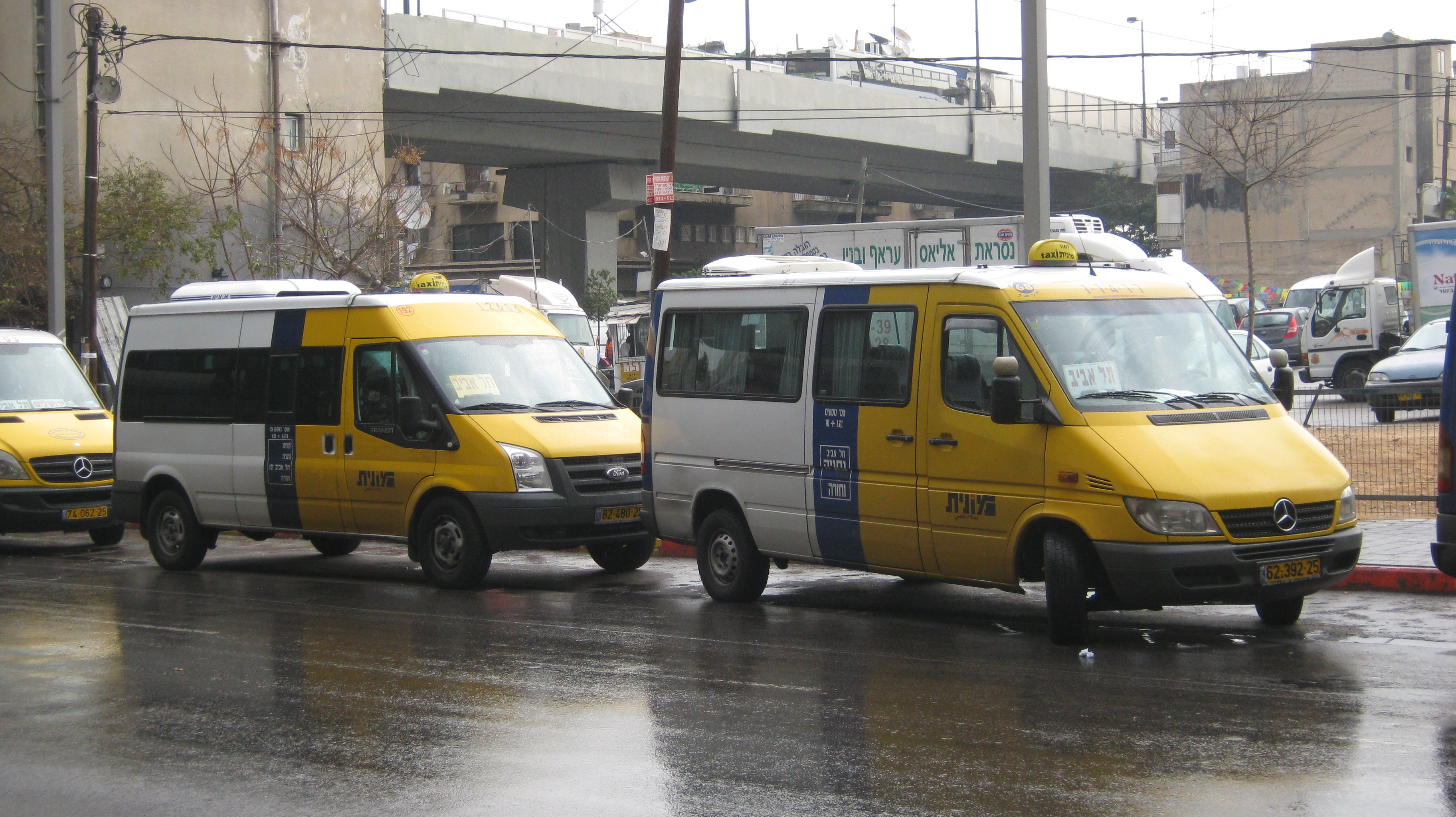
Sheruts in Tel Aviv

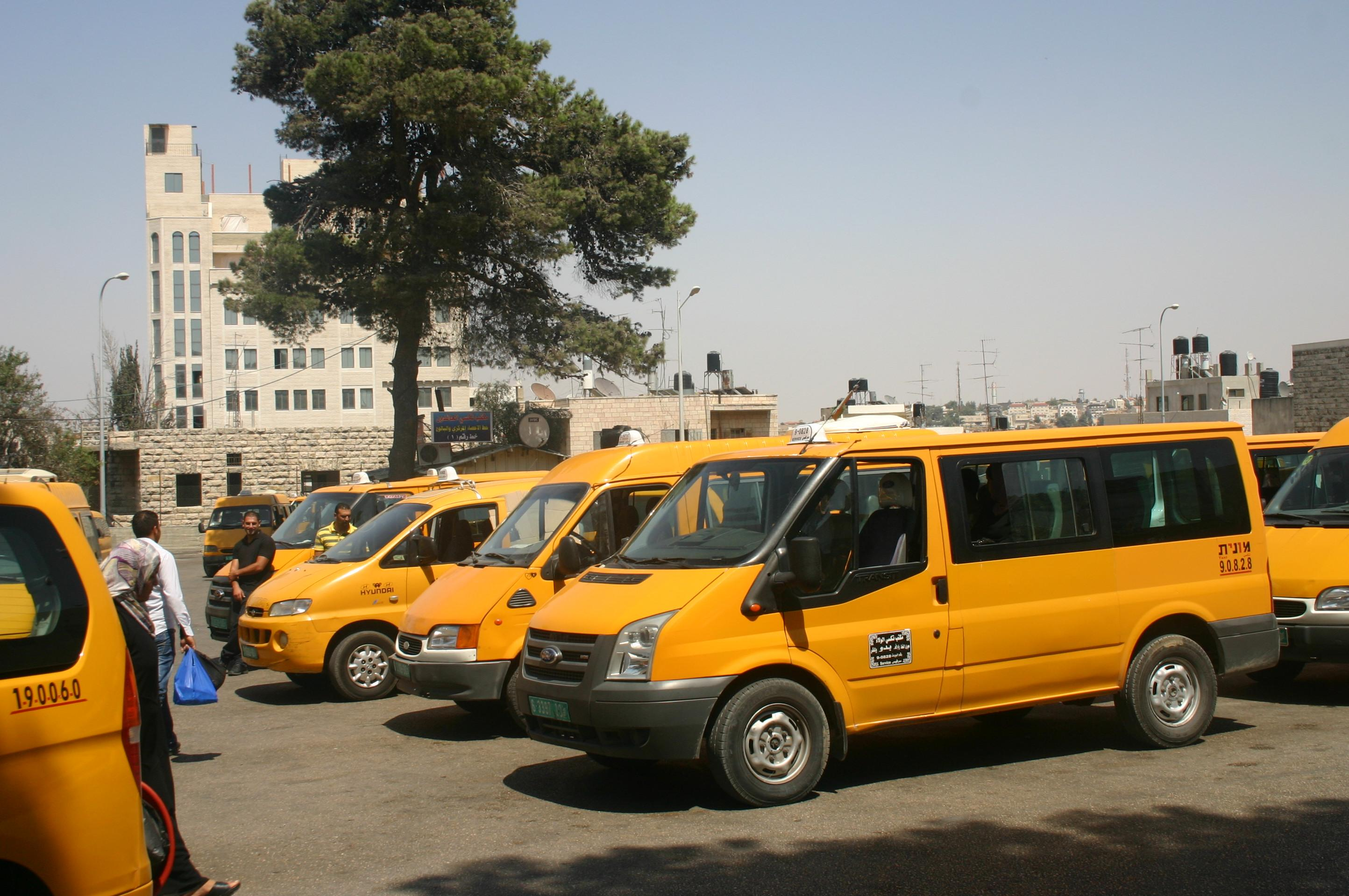
Palästinensische Sammeltaxis in Ramallah

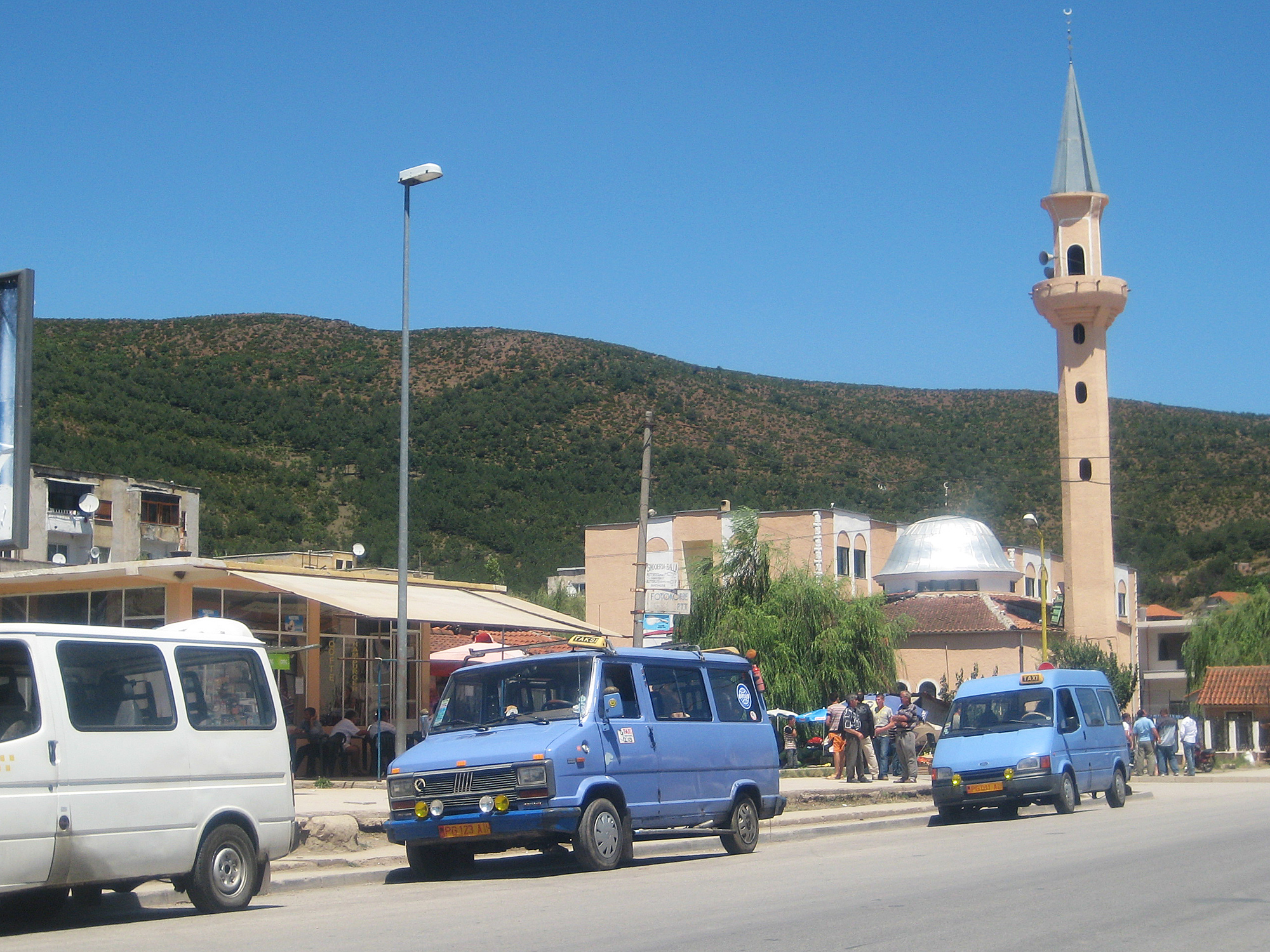
Furgon im albanischen Përrenjas mit typischem gelben Nummernschild

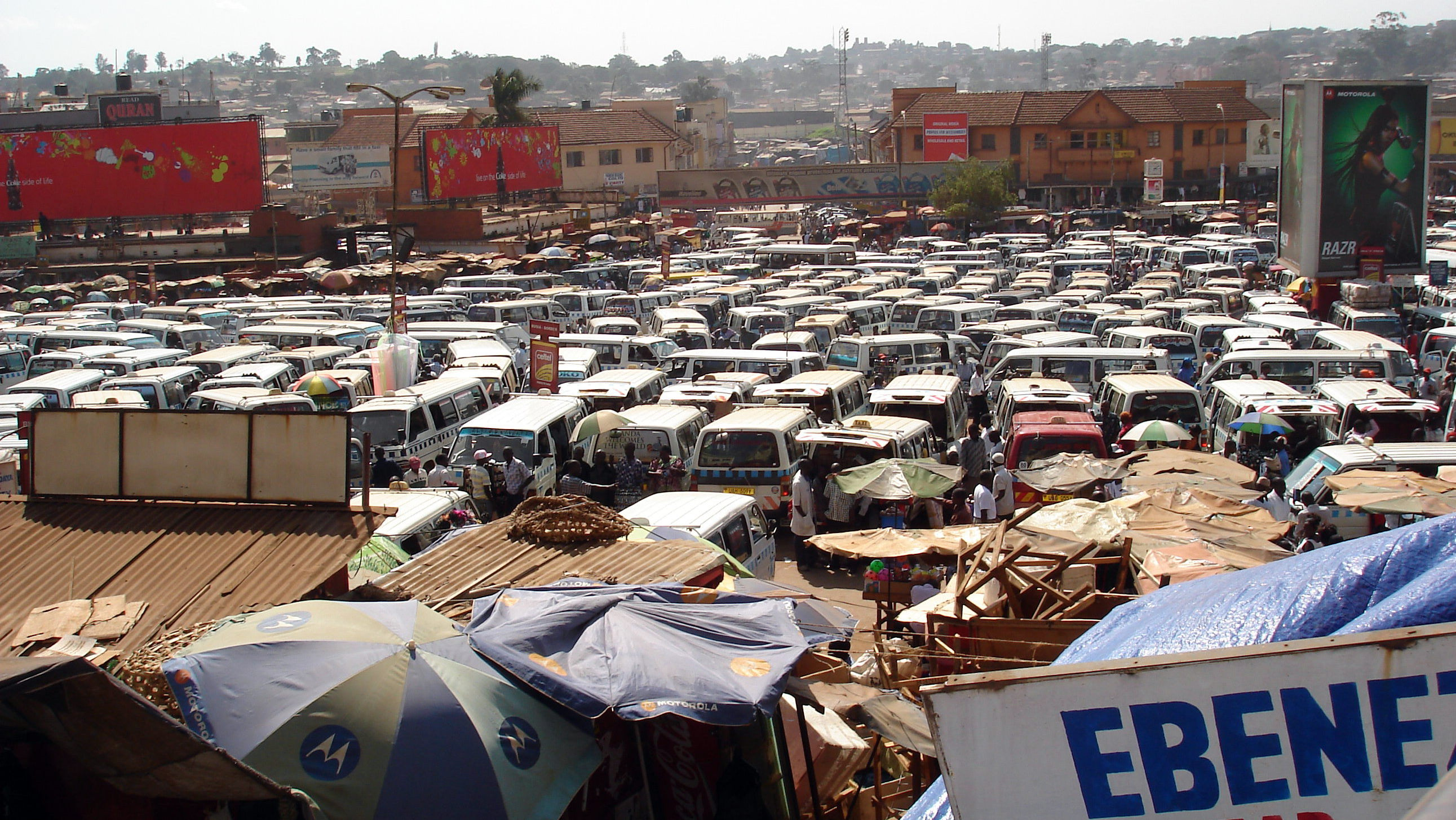
Matatus am zentralen Taxi Park in Kampala, Uganda

Ein Sammeltaxi ist international eine spezielle Art von Taxi, bei der der Anbieter einen festgelegten Anfangs- und Endpunkt hat (zum Beispiel die Verbindung zwischen zwei Städten). Je nach Vereinbarung kann der Endpunkt vom Fahrgast festgelegt werden, beispielsweise vom Flughafen zum Wohnort der Fahrgäste. Meist werden Kleinbusse mit (offiziell) 7–10 Sitzplätzen eingesetzt, kleine Pkw mit vier Sitzplätzen eher selten. Zu unterscheiden ist das Sammeltaxi vom öffentlichen Verkehrsmittel Anruf-Sammel-Taxi (AST).

## Weltweite Verbreitung
Die Form eines Sammeltaxis ist in Afrika, Asien, Lateinamerika und Osteuropa weit verbreitet.
In Afrika (außer Nordafrika) wird es unter anderem Buschtaxi oder nach französischer Übersetzung taxi (de) Brousse, in Teilen Ostafrikas Matatu, in Tansania Daladala und in Nigeria Danfu genannt. Diese Art der Beförderung kann innerhalb der Ortschaften verschieden sein. Der Preis wird vor Fahrtantritt ausgehandelt. In solch einem Sammeltaxi darf üblicherweise auf der vorgeschriebenen Strecke beliebig ausgestiegen werden. Das Einsteigen ist manchmal nur am Anfangspunkt und nicht mehr innerhalb des Streckenabschnitts möglich.
In Lateinamerika lauten die Bezeichnungen der Sammeltaxis „Colectivos“ oder Publico. Sie sind eine preiswerte Alternative gegenüber dem „normalen“ Taxi.

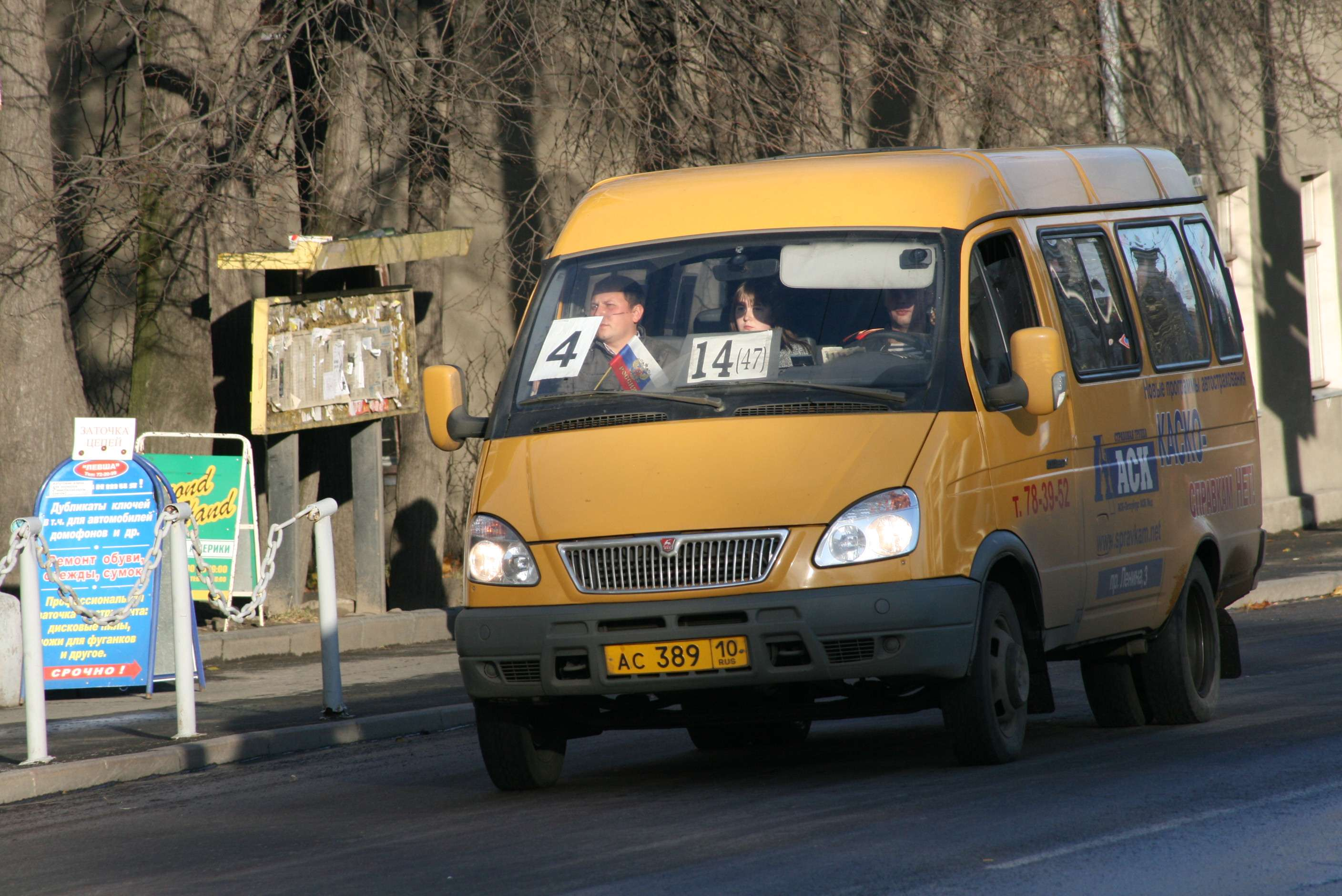
Marschrutka in Petrosawodsk, Russland

In Russland und den angrenzenden Gebieten werden Sammeltaxis als Marschrutka bezeichnet. Häufigster Autotyp dort ist die GAZelle, ein im Land hergestellter Kleinbus.
Private Sammeltaxidienste konnten sich überall dort entwickeln, wo der ÖPNV nicht vorhanden oder wenig entwickelt ist. In einigen Fällen wie in Johannesburg treten die Sammeltaxibesitzer organisiert und massiv gegen die Einrichtung von öffentlichen Buslinien ein, weil sie um ihre Existenzgrundlage fürchten.
In Deutschland wurde 2018 in Hannover und 2019 in Hamburg mit dem Fahrdienst Moia, einer VW-Tochter, ein Sammeltaxi mit 100 elektrischen Mini-Bussen und 400 fest angestellten Fahrern eingeführt. Bis Jahresende sind 500 Moia-Busse vorgesehen. Es basiert auf dem Ridesharing-System, mit einer App für Mobiltelefone. Es besteht eine Zusammenarbeit mit dem ÖPNV.

## Bezeichnung in verschiedenen Ländern
| Land                         | Name                                                  | Bemerkung |
| ---------------------------- | ----------------------------------------------------- | --- |
| Albanien                     | Furgon                                                | Gefahren wird meist erst, wenn der Minibus voll ist. Unterwegs werden Zusteiger nur mitgenommen, wenn freie Plätze vorhanden sind. |
| Ägypten                      | Mashrou' (مشروع)                                      | |
| Algerien                     | al salih/taxis collectifs                             | |
| Angola                       | Candongueiro                                          | |
| Argentinien                  | Colectivo (früher)/Combi (heute)                      | |
| Armenien                     | Marschrutka/ert’uġayin tak’si (երթուղային տաքսի)      | |
| Äthiopien                    | Minibus taxi                                          | |
| Barbados                     | Zed err                                               | Benannt nach den ersten beiden Buchstaben auf dem Nummernschild ZR |
| Benin                        | Kia kia                                               | |
| Bolivien                     | Trufi/Combi                                           | |
| Botswana                     | Kombi                                                 | |
| Brasilien                    | Táx lotação/alternativo                               | |
| Bulgarien                    | Marschrutka (маршрутка)                               | |
| Chile                        | Colectivo                                             | |
| Costa Rica                   | Taxi pirata                                           | |
| Demokratische Republik Kongo | Taxibus/Fula fula (in Kinshasa)                       | |
| Dominikanische Republik      | Concho, carro público                                 | |
| Elfenbeinküste               | Gbaka                                                 | |
| El Salvador                  | Coaster, or minibus (Coster)                          | |
| Estland                      | Liinitakso or marsruuttakso                           | |
| Gambia                       | Tanka tanka                                           | |
| Ghana                        | Tro-Tro                                               | |
| Guatemala                    | Camioneta                                             | |
| Guinea                       | Magbana (Conakry)                                     | |
| Haiti                        | Tap-Tap                                               | typischerweise grell bemalt; z. T. umgebaute Pickups mit Sitzbänken auf der Ladefläche |
| Indonesien                   | Bemo                                                  | |
| Indien                       | Shared taxi, Six-seater auto, Phat a phat, Polaamboo  | |
| Irak                         | Coaster                                               | |
| Israel                       | Monit Scherut (מוֹנִית שֵׂרוּת)                            | Im Nahverkehr Zu- und Ausstiegsmöglichkeiten auf der gesamten Strecke. Im Fernverkehr fahren die Sheruts, wenn sie voll besetzt sind. |
| Jamaika                      | Minibus / coaster                                     | Fährt los, wenn genügend Plätze besetzt sind. Zu- und Ausstiegsmöglichkeiten auf der gesamten Strecke. |
| Jemen                        | Dabaab                                                | |
| Kap Verde                    | Aluguer                                               | |
| Kasachstan                   | Marschrutka (маршрутка)                               | |
| Kenia                        | Matatu                                                | |
| Kolumbien                    | Colectivo/Buseta                                      | |
| Kuba                         | Almendrón; Taxi colectivo                             | Unterschiedliche Preisgestaltung für Kubaner und Ausländer (Verhandlungssache) |
| Lettland                     | Maršruta taksometrs                                   | |
| Libanon                      | Service (سرفيس)                                       | |
| Litauen                      | Maršrutinis taksi                                     | |
| Malaysia                     | Shared Outstation Taxi                                | |
| Mali                         | Sotrouma                                              | |
| Marokko                      | Grand Taxi, petit Taxi                                | Fahrgäste werden auch unterwegs mitgenommen, wenn noch Plätze frei sind. Taxis werden dort mit bis zu sechs Fahrgästen belegt, wobei zwei Gäste auf dem Beifahrersitz Platz nehmen und die restlichen Passagiere auf dem Rücksitz. |
| Nordmazedonien               | Kombe (Комбе)                                         | |
| Mexiko                       | Auto de Ruta (Ruletero)/Colectivo/Rutero/Pesero/Combi | |
| Moldau                       | Maxitaxi, Marschrutka (маршрутка)                     | Rumänischsprachige Einwohner nennen die Sammeltaxis Maxitaxi, russischsprachige Einwohner Marschrutka. |
| Mosambik                     | Chapa                                                 | |
| Nepal                        | Micro                                                 | |
| Nicaragua                    | Taxi Colectivo/microbus                               | |
| Nigeria                      | Molue/danfo                                           | Meist VW T3 oder VW LT |
| Osttimor                     | Mikrolét                                              | |
| Österreich                   | Anrufsammeltaxi                                       | AST, ASTax, ISTmobil System |
| Pakistan                     | Local Van or Vagon                                    | |
| Palästina                    | Service (سرفيس)                                       | Sammeltaxis sind orange oder gelb mit schwarzen Radkästen (normale Taxis sind gelb) und nehmen unterwegs jeden mit, der sie anhält. Der Fahrpreis ist fix, auch wenn man früher aussteigen möchte. Vom Fahrer ist es abhängig, ob er erst losfährt, wenn alle Plätze besetzt sind. Da es sich meist um Kleinbusse der Marke Ford Transit handelt, werden sie auch Transit genannt. Sie haben gewöhnlich 1+7 Sitzplätze (muss außen vermerkt sein). In Verwendung sind auch einige überlange Mercedes mit drei Sitzreihen. |
| Peru                         | Colectivo/Combi                                       | |
| Philippinen                  | Jeepney                                               | umgebaute Jeeps mit Sitzbänken auf der Ladefläche |
| Polen                        | Bus                                                   | die Bezeichnung für Omnibusse lautet dagegen autobus |
| Ruanda                       | Taxi/twegerane                                        | |
| Rumänien                     | Maxitaxi                                              | |
| Russland                     | Marschrutka (маршрутка)                               | Es gilt meist ein fixer Fahrpreis mit Zu- und Ausstiegsmöglichkeiten auf der gesamten Strecke. |
| Senegal                      | Car rapide                                            | |
| Sierra Leone                 | Poda poda                                             | Man kann per Handzeichen ein Poda Poda anhalten und auch überall auf der Strecke aussteigen. Die Preise sind relativ fix. |
| Simbabwe                     | Tshova                                                | |
| Somalia                      | Xaajiqamsiin/koostar                                  | |
| Südafrika                    | Minibus taxi/Combi/teksi                              | |
| Syrien                       | Service (سرفيس)                                       | |
| Tansania                     | Daladala/basi                                         | In Städten und dichter besiedelten Regionen Kleinbusse (meist Toyota HiAce), in dünner besiedelten Regionen aber auch PickUps, teils mit Sitzbänken auf der Ladefläche |
| Thailand                     | Songthaeo (สองแถว)                                    | Umgebaute Pickups oder Pritschenwagen mit Sitzbänken auf der Ladefläche |
| Trinidad und Tobago          | Maxi taxi                                             | |
| Tunesien                     | Louage                                                | Fährt los, wenn genügend Plätze besetzt sind. Zu- und Ausstiegsmöglichkeiten auf der gesamten Strecke, ggfs. nach Anhalten des Louage durch Handzeichen. |
| Türkei                       | Dolmuş                                                | Fährt los, wenn genügend Plätze besetzt sind. Zu- und Ausstiegsmöglichkeiten auf der gesamten Strecke. |
| Uganda                       | Kamunye/matatu                                        | |
| Ukraine                      | Marschrutka (маршрутка)                               | |
| Usbekistan                   | Marschrutka (маршрутка)                               | |
| Venezuela                    | Carrito por puesto                                    | |
| Belarus                      | Marschrutka (маршрутка)                               | |
| Zypern                       | Service taxi                                          | |